# Осинський повіт
Осі́нський пові́т — адміністративна одиниця Російської імперії та РРФСР, що існувала з 1781 до 1923 року.
За даними на 1 січня 1891 рік населення повіту становило 284 547 осіб.